# Comuna Končanica, Bjelovar-Bilogora
Končanica (cehă Končenice) este o comună în cantonul Bjelovar-Bilogora, Croația, având o populație de 2.360 de locuitori (2011).

## Demografie
Componența etnică a comunei Končanica
     Cehi (47,03%)
     Croați (41,65%)
     Sârbi (7,63%)
     Maghiari (1,82%)
     Necunoscut (0,72%)
     Neclasificat (0,85%)
Componența confesională a comunei Končanica
     Catolici (88,01%)
     Ortodocși (7,58%)
     Fără religie și atei (1,14%)
     Necunoscută (1,82%)
     Alte religii (1,44%)
Conform recensământului din 2011, comuna Končanica avea 2.360 de locuitori. Nu există o etnie majoritară, locuitorii fiind cehi (47,03%), croați (41,65%), sârbi (7,63%) și maghiari (1,82%). Apartenența etnică nu este cunoscută în cazul a 0,72% din locuitori. Din punct de vedere confesional, majoritatea locuitorilor (88,01%) erau catolici, existând și minorități de ortodocși (7,58%) și persoane fără religie și atei (1,14%). Pentru 1,82% din locuitori nu este cunoscută apartenența confesională.